# ルイスビル (テキサス州)
ルイスビル（英: Lewisville）は、アメリカ合衆国テキサス州のデントン郡にある都市。ダラスの北西に位置している。人口は11万1822人（2020年）。ダラス・フォートワース複合都市圏では最古の部類に属する都市であるが、1970年代初期までは数千人規模の小さな町だった。

## 歴史
北アメリカでは最も初期のものとされるパレオ・インディアンの遺跡が市内で見つかっており、紀元前1100年のものとされている。
現在ルイスビルとなっている所に最も速く白人が入植したのは1840年代だった。バスディール・ルイスがルイスビルの町が作られた所周辺の土地を購入し、自分の名前からルイスビルと名付けた。
19世紀の間の成長は大変緩りしたものであり、1900年になっても人口は約500人に過ぎなかった。開拓地には製粉所、綿繰り機および厩舎や飼育工場など農業に関連した幾つかの産業があった。現在グレーター・ルイスビル・コミュニティ劇場となっている建物が市の主要大通りであるメインストリート沿いに建設された。これが現存する最古の建物になっている。
ルイスビル高校が1897年に開校し、1909年にはルイビル第一国定銀行で市の歴史では初の銀行強盗が起こった。1925年、住民投票で市制を布くことになった。その後の20年間も、最初の自動車販売店や交通信号機がつけられたくらいで、成長は緩やかだった。メインストリートとミル通り交差点にある単一信号機は1970年代まで市の唯一の信号機だった。1934年にも第一国定銀行で銀行強盗が起こった。このときは、バロウ・ギャングのレイモンド・ハミルトンが画策したものだった（この年初期に市を訪れていたギャングの指導者ボニーとクライドはいなかった）。
ルイスビル・ダムの建設が1948年に始まり、完工は6年後だった。これによってガーザ・リトルエルム貯水池は現在の貯水面積3万エーカー (120 km²) のルイスビル湖になった。人口増加の率が加速し始め、1970年には9,264人になった。1963年に学校体系から人種差別を無くしたことではテキサス州内で最初期の町となり、1965年には初めて2人のアフリカ系アメリカ人がルイスビル高校を卒業し、翌1966年には3人目が卒業した。町の成長は主に中心街の西で起こり、農場が家屋に置き換わるに連れてさらに西に移っていった。
1969年9月、ルイスビル市ではレイバー・デーの週末にテキサス国際ポップフェスティバルが開催され、ジャニス・ジョプリン、B.B.キングおよびレッド・ツェッペリンが出演した。ウッドストック・フェスティバルが開催されてからわずか13日後に開催されたこのフェスティバルにはロックとジャズのファン25万人以上を惹きつけた。
1962年、チューズデイ・ウェルドが出演したテレビ番組『Route 66』のエピソード「Love is a Skinny Kid」（第2シーズンの25回目、4月6日放送）は全てがルイスビル市内で撮影された。話の筋は「悪」である町を中心に展開し、法律部門が町の改名を提案した。このエピソードの中では、市名が「キルケニー」に変えられた。
1974年にダラス・フォートワース国際空港が開港し、ルイスビルやフラワーマウンドのように空港の北にある都市は人口が爆発し始めた。1980年のアメリカ合衆国国勢調査では24,273人、1990年には46,521人、2000年には77,737人と推移した。市は小さな町の雰囲気を残そうと努めたが、急速な成長が今も続いている。最近では州間高速道路35号線西側の限られたスペースで住宅開発が人気を呼び始めた。市内西部と南部の大半はフラワーマウンドやコッペル市の方まで全て開発地で埋められてしまい、現在は東のキャロルトンやザ・コロニーの方向に開発が進んでいる。ここはまだそれほど人が住んではいないが、高収入のキャッスルヒルが開発されて急速に成長している。しかし、ルイスビル東部の大半はリトルエルム洪水面にあり、開発は限られている。
2008年、ルイスビルの政治家達が英語を公用語として宣言する考えについての議論を始めた。

## 地理

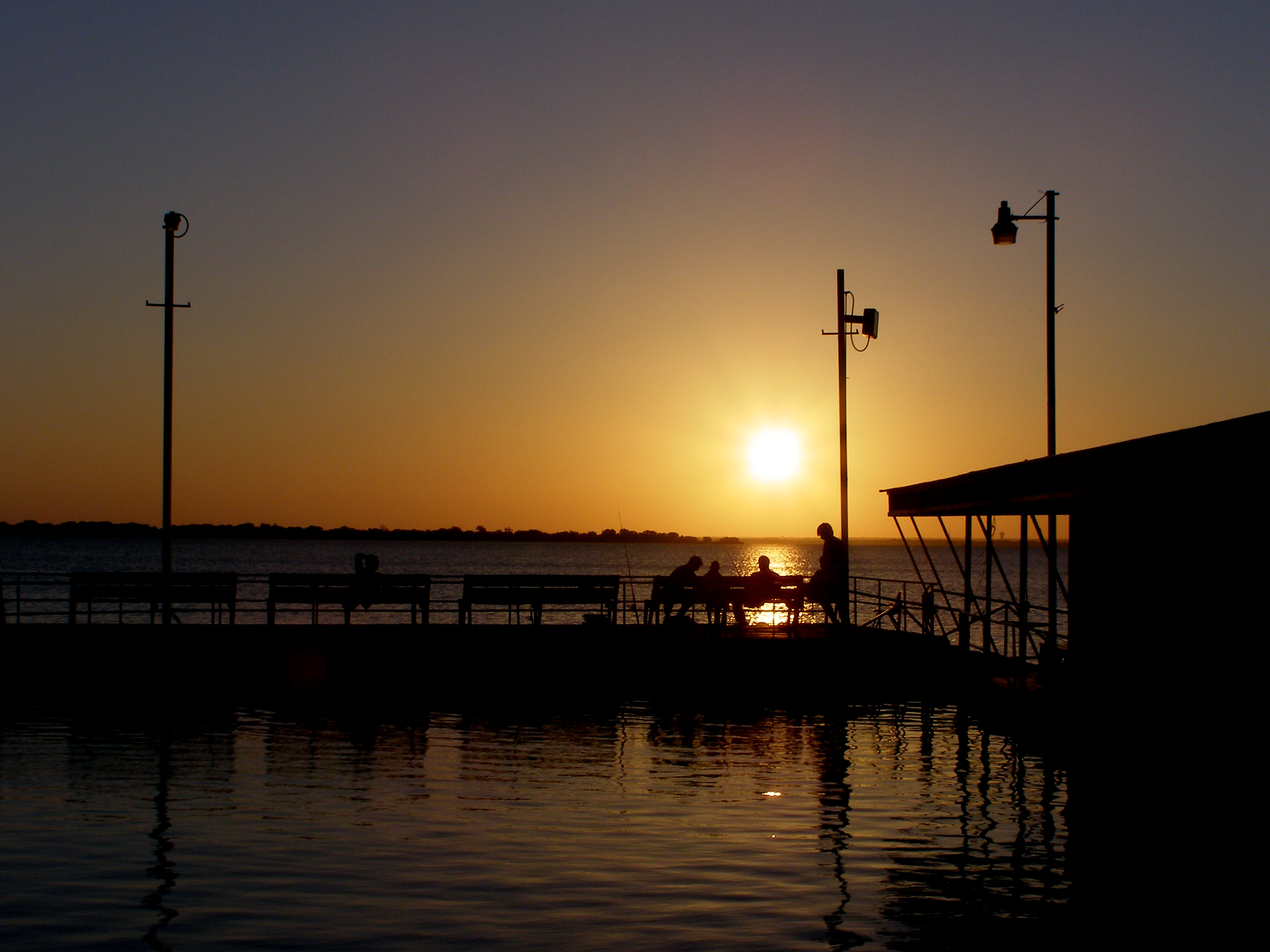
ルイスビル湖の夕日

ルイスビルは北緯33度2分18秒 西経97度0分22秒 / 北緯33.03833度 西経97.00611度に位置する。標高は約550フィート（165 m）である。
アメリカ合衆国国勢調査局によれば、市域全面積は42.3平方マイル（109.7 km2）、このうち陸地は36.8平方マイル（95.3 km2）、水域は5.5平方マイル（14.3 km2）で水域率は13.08 ％である。市の東は主にキャロルトン、南はコッペル、南西にはグレープバイン湖、西はフラワーマウンド、北はハイランドビレッジとルイスビル湖に囲まれている。
地勢的にはテキサス州北部のそれと大差はないが、地理的な大きな違いはルイスビル湖があることであり、他にトリニティ川のエルム支流とエルム支流のさらに2つの支流、プレーリー・クリークとティンバー・クリークがあることである。市内南東隅のビスタ尾根は小さな高地であり、その上や周辺には賑やかな小売業が成長しつつある。

### 交通
- 州間高速道路東35号線
- テキサス州道121号線、有料道路
- 農地・市場道路407号線、ジャスティン道路
- 農地・市場道路1171号線、メインストリート
- 農地・市場道路3040号線、ラウンドグローブ道路
- 農地・市場道路3504号線、ミル通り

ルイスビルは2003年9月にデントン郡交通局の一員になることを決めた。現在はデントン市やダラス市中心街に向けて通勤快速バスが運行されている。2010年にデントン郡交通局A列車通勤鉄道の駅として、オールドタウン駅とヘブロン駅が開業する。

## 気候
ルイスビルは温暖湿潤気候（ケッペンの気候区分"Cfa"）に属すると考えられている。

## 人口動態

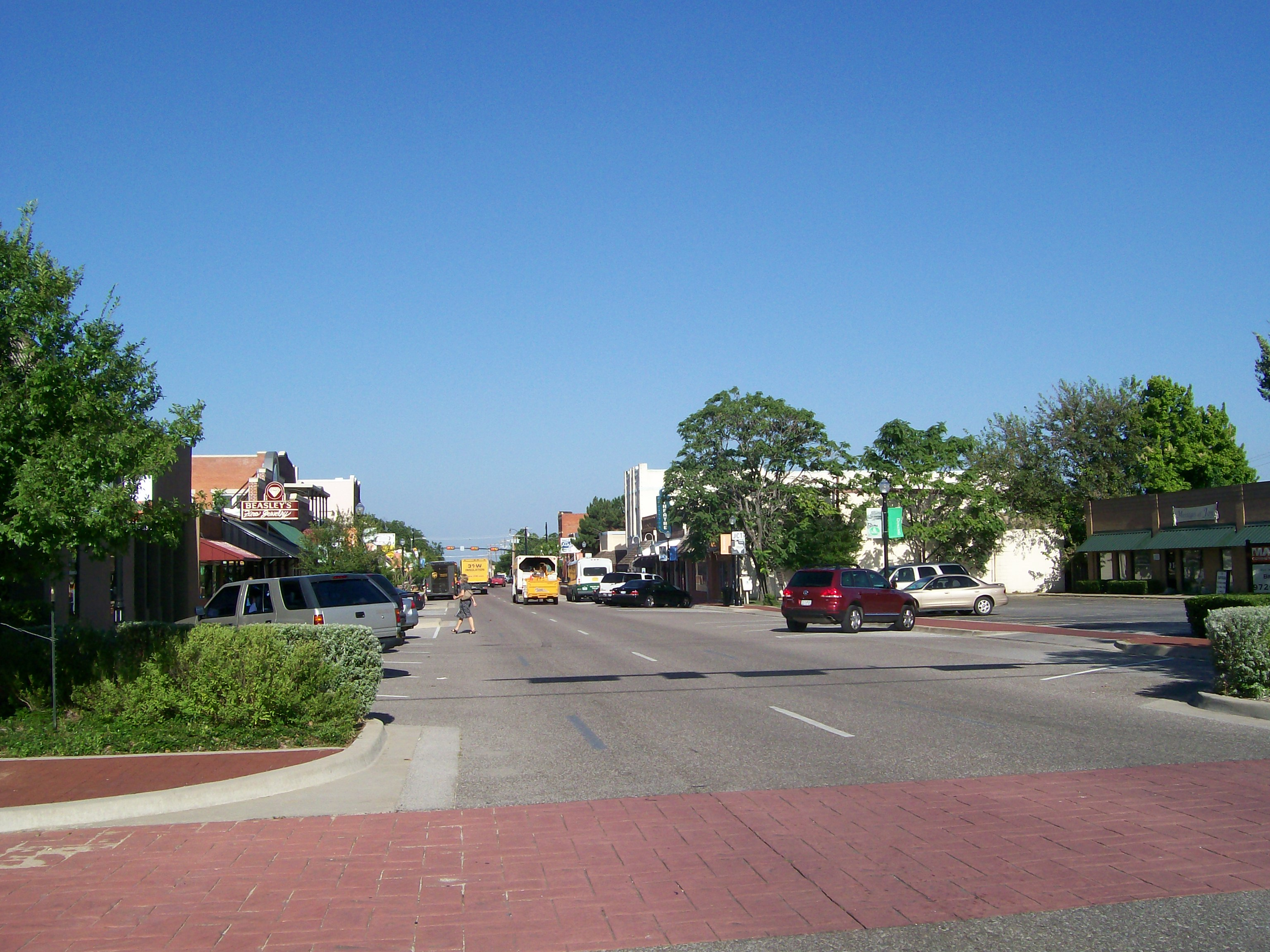
ルイスビルのオールドタウン

以下は2000年国勢調査による人口統計データである。
| 基礎データ - 人口: 77,737人 - 世帯数: 30,043世帯 - 家族数: 19,828家族 - 人口密度: 815.8人/km2（2,112.8人/mi2） - 住居数: 31,764軒 - 住居密度: 333.4軒/km2（863.3軒/mi2） 人種別人口構成 - 白人: 77.2% - アフリカン・アメリカン: 7.4% - ネイティブ・アメリカン: 0.7% - アジア人: 3.9% - その他の人種: 8.3% - 混血: 2.5% - ヒスパニック・ラテン系: 17.8% 年齢別人口構成 - 18歳未満: 26.6% - 18-24歳: 11.8% - 25-44歳: 41.2% - 45-64歳: 16.1% - 65歳以上: 4.3% - 年齢の中央値: 30歳 - 性比（女性100人あたり男性の人口） - 総人口: 99.9 - 18歳以上: 99.1 | 世帯と家族（対世帯数） - 18歳未満の子供がいる: 36.2% - 結婚・同居している夫婦: 52.3% - 未婚・離婚・死別女性が世帯主: 9.6% - 非家族世帯: 34.0% - 単身世帯: 25.2% - 65歳以上の老人1人暮らし: 2.9% - 平均構成人数 - 世帯: 2.58人 - 家族: 3.13人 収入と家計 - 収入の中央値 - 世帯: 54,771 米ドル - 家族: 63,719米ドル - 性別 - 男性: 41,058米ドル - 女性: 31,705米ドル - 人口1人あたり収入: 24,703米ドル 全国平均：21,587米ドル - 貧困線以下 - 対人口: 6.0% - 対家族数: 3.9% - 18歳未満: 6.8% - 65歳以上: 9.2% |

## 市政府

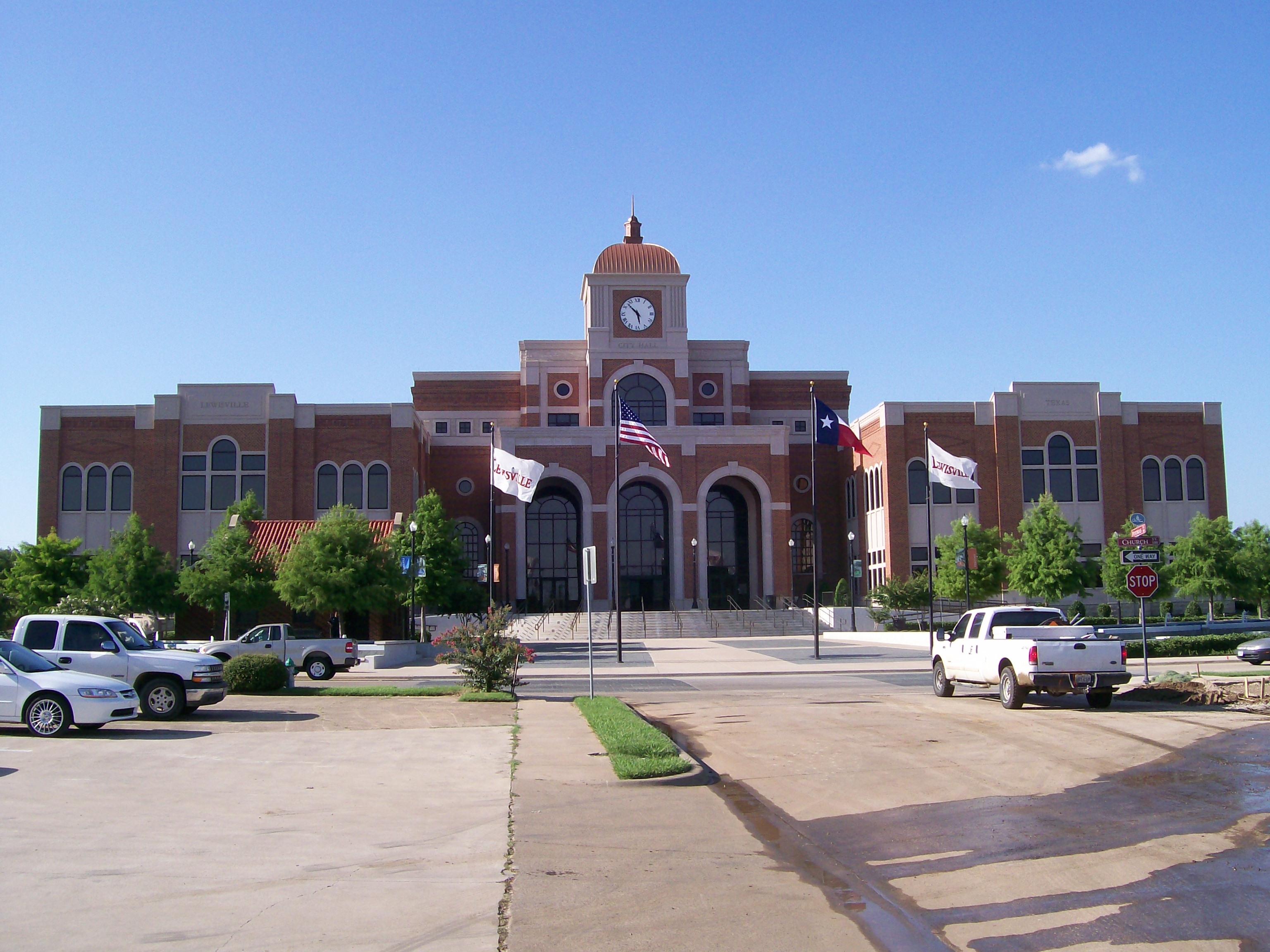
2003年に完成した市役所、メインストリートにあった旧館に置き換わった

市の発行する包括的年間財政報告書に拠れば、市の予算は歳入1億4,720万ドル、歳出9,570万ドルとなっており、総資産6億7,360万ドル、総負債1億3,450万ドル、現金と投資額1億5,360万ドルとなっている。

## 経済
ルイスビルの成長は市からは数マイル南にあるダラス・フォートワース国際空港に近いことが寄与している。長い間食品流通のフレミング・フーズが市内に本社を構えていたが、財政的問題に直面して本社を移転した。またレストランチェーンのグランディーズ社も同様になった。ビスタリッジ・モールはルイスビル市や周辺社会にとって重要であり拡大しているショッピングセンターである。

ルイスビル市の発行する包括的年間財政報告書によれば、市内の主要雇用主10傑は以下の通りである。
| 順位 | 雇用主                         | 従業員数 |
| ---- | ------------------------------ | -------- |
| 1    | ビスタリッジ・モール           | 2,000    |
| 2    | ルイスビル独立教育学区         | 1,592    |
| 3    | JPモーガンチェイス             | 1,394    |
| 4    | フィデルティ・インベストメンツ | 1,200    |
| 5    | ウォルマート                   | 951      |
| 6    | ルイスビル医療センター         | 831      |
| 7    | ネイションスター・モーゲージ   | 786      |
| 8    | HSBC                           | 680      |
| 9    | ルイスビル市                   | 676      |
| 10   | SYSCO フーズ                   | 625      |

## 教育
ルイスビルの公共教育はルイスビル独立教育学区が担当している。一部はコッペル独立教育学区が管轄している。市内には4つの私立キリスト教系学校もある。

## 著名な出身者
- パクストン・ポミカル - サッカー選手